# Giovanni Morandi
Giovanni Morandi (Pergola, 12 de maig de 1777 - Senigallia, 23 de novembre de 1856) va ser un organista, compositor i director d'orquestra italià.
És considerat un dels compositors italians d'orgue més importants de la primera meitat del segle xix. La seva esposa era la soprano de renom, Rosa Paolina Morolli, coneguda com a Rosa Morandi.

## Obres

### Música per a orgue
- Sonate per gli organi moderni (I raccolta)
- Sonate per gli organi moderni (II raccolta)
- Sonate per gli organi moderni (III raccolta)
- Sonate per gli organi moderni (IV raccolta)
- Sonate per gli organi moderni (V raccolta)
- Sonate per gli organi moderni (VI raccolta)
- Sonate per gli organi moderni (VII raccolta)
- Sonate per gli organi moderni (VIII raccolta)
- Sonate per gli organi moderni (IX raccolta)
- Sonate per gli organi moderni (X raccolta)
- Sonate per gli organi moderni (XI raccolta)
- Sonate per gli organi moderni (XII raccolta)
- Gran Sinfonia con variazioni
- Pastorale coll'imitazione del suono de' zampognari
- Il santo Natale
- 6 Sonate
- Pastorale
- Nuova Pastorale
- Sinfonia in pastorale pel SS. Natale
- Raccolta di Sinfonie
- Suonate per l'accompagnamento d'una Messa solenne
- Marcia militare da eseguirsi nelle processioni
- Rondo' con imitazione de' campanelli in Fa
- Sinfonia per organo
- Pastorale
- Gran Raccolta di Sonate per organo di una difficoltà progressiva
- 2 marce
- Due Marcie in onore di Pio IX
- 1ª Raccolta di Sonate libro I
- 1ª Raccolta di Sonate libro II
- Raccolta di quattro Sonate
- Raccolta 2ª di dodici Sonate di facile esecuzione. Fasc. 1
- Raccolta 2ª di dodici Sonate di facile esecuzione. Fasc. 2
- Due marce
- Raccolta di Divertimenti e Marcie per Banda militare, eseguiti nelle feste popolari in varie città dello Stato Pontificio, ridotte dall'autore per Organo (o Pianoforte) di facilissima esecuzione